# محوطه سئودلی‌قلعه
محوطه سئودلی قلعه مربوط به دوره اشکانیان - دوره ساسانیان - سده‌های میانه دوران‌های تاریخی پس از اسلام است و در شهرستان مراغه، بخش مرکزی، دهستان سراجوی غربی، روستای تازه کند شمالی واقع شده و این اثر در تاریخ ۲۷ اسفند ۱۳۸۶ با شمارهٔ ثبت ۲۲۲۷۵ به‌عنوان یکی از آثار ملی ایران به ثبت رسیده است.